# Layton Williams
Layton Williams (Bury, 13 settembre 1994) è un attore e ballerino britannico.

## Biografia
Ha debuttato sulle scene a dodici anni in Billy Elliot the Musical al Victoria Palace Theatre del West End, in cui divideva il ruolo del protagonista Billy con Tom Holland e Tanner Pflueger. È rimasto nel cast del musical fino al novembre del 2008. Successivamente ha studiato danza all'Italia Conti Academy of Theatre Arts e, terminati gli studi, tornò sulle scene del West End nel ruolo del giovane Michael Jackson in Thriller! Live.
Ha poi danzato nel balletto di Matthew Bourne The Car Man e ha interpretato Duane nel tour britannico del musical Hairspray e la drag queen Angel nella produzione del ventesimo anniversario del musical Premio Pulitzer Rent. Nel 2018 ha recitato in Kiss Me, Kate al Crucible Theatre di Sheffield ed è tornato a recitare nel West End nel musical Everybody’s Talking About Jamie all'Apollo Theatre, nei panni dell'eponimo protagonista. Nel 2024 ha partecipato al talent show Strictly Come Dancing, mentre nel 2025 ha vinto il Laurence Olivier Award al miglior attore non protagonista in un musical per Titanique, in scena al Criterion Theatre di Londra.
Layton Williams è dichiaratamente gay.